# A5高速公路 (塞爾維亞)
A5高速公路，是塞爾維亞一條正規劃中的高速公路，西起查查克（A3高速公路），東至契切瓦茨（A1高速公路）。完成後全長112公里。